# Mombaça

Mombaça este un oraș în statul Ceará (CE) din Brazilia.
Notă: a nu se confunda cu orașul omofon Mombasa din Kenya.